# Saint-Vincent (Haute-Garonne)
Saint-Vincent (okzitanisch: Sent Vincenç) ist eine französische Gemeinde mit 213 Einwohnern (Stand: 1. Januar 2022) im Département Haute-Garonne in der Region Okzitanien (vor 2016 Midi-Pyrénées). Sie gehört zum Arrondissement Toulouse und zum Kanton Revel. Die Einwohner werden Antéjaciens genannt.

## Lage
Saint-Vincent liegt in der Kulturlandschaft Lauragais, 28 Kilometer südöstlich von Toulouse. Umgeben wird Saint-Vincent von den Nachbargemeinden Cessales im Nordwesten und Norden, Beauville im Norden und Nordosten, Lux im Osten, Vallègue im Süden sowie Trébons-sur-la-Grasse im Westen. 

## Bevölkerungsentwicklung
| Jahr                       | 1962 | 1968 | 1975 | 1982 | 1990 | 1999 | 2006 | 2013 | 2020 |
| Einwohner                  | 61   | 47   | 34   | 47   | 60   | 99   | 145  | 185  | 206  |
| Quellen: Cassini und INSEE |      |      |      |      |      |      |      |      |      |

## Sehenswürdigkeiten

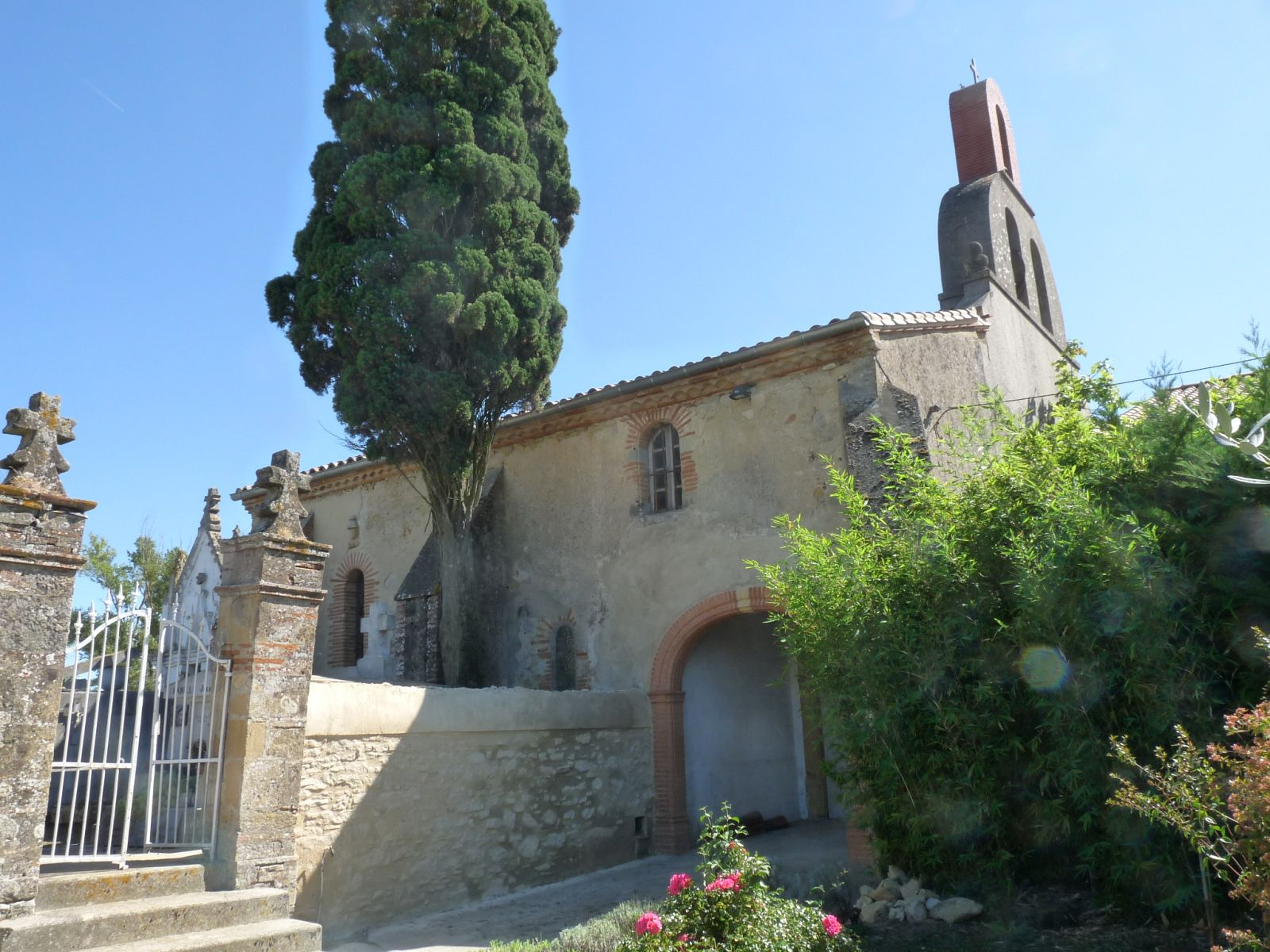
Kirche Saint-Vincent

- Kirche Saint-Vincent